# Airspeed Horsa
Airspeed AS.51 Horsa là một loại tàu lượn chở lỉnh của Anh trong Chiến tranh thế giới II, do hãng Airspeed Limited chế tạo, trang bị cho lực lượng đột kích đường không của Anh và quân đồng minh.

## Biến thể
AS.51 Horsa I
AS.52 Horsa
AS.53 Horsa
AS.58 Horsa II

## Quốc gia sử dụng

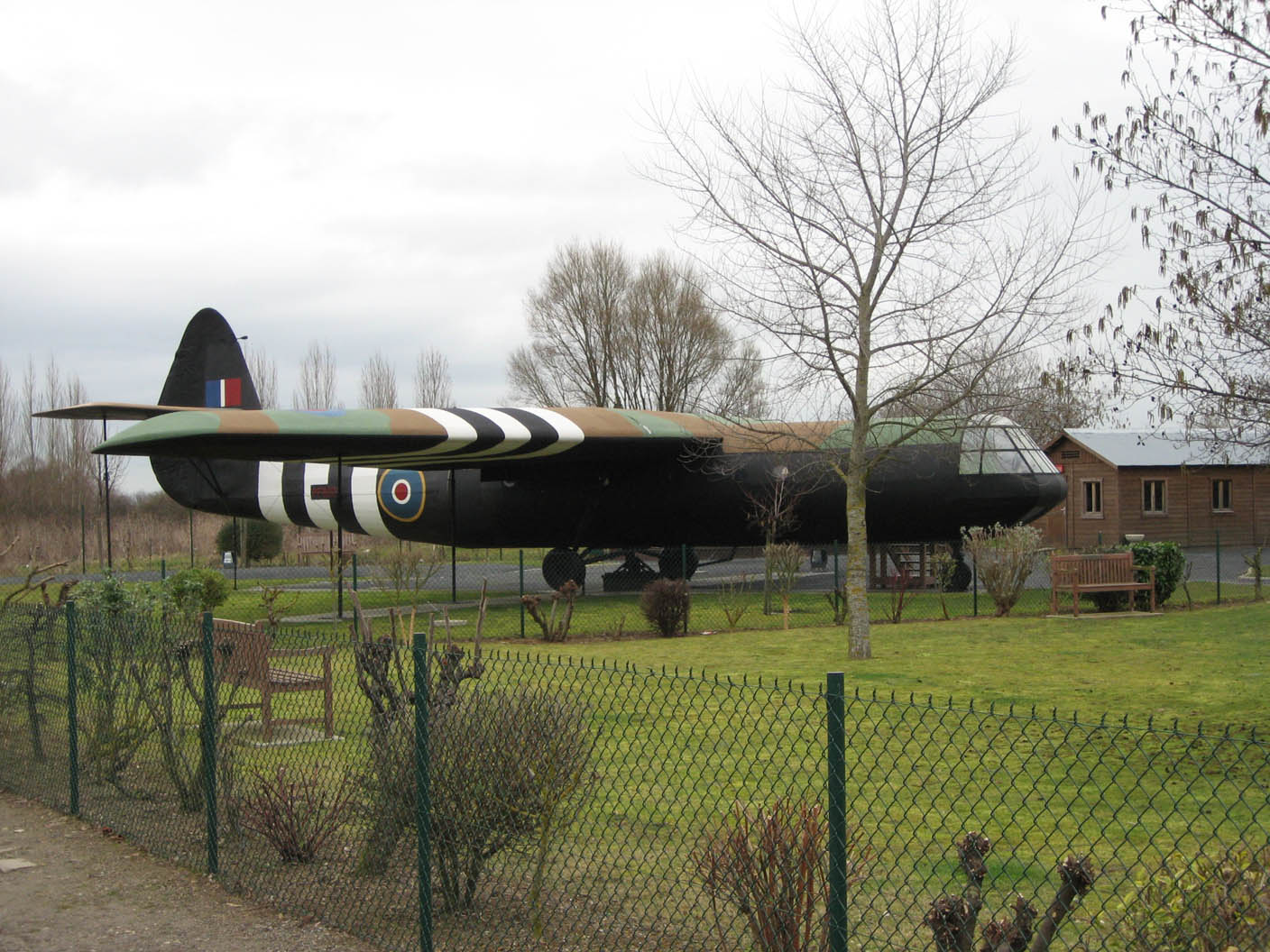
Bản sao Horsa tại bảo tàng Pegasus Bridge

Bỉ
- Lục quân Bỉ

 Canada
- Không quân Hoàng gia Canada

 Ấn Độ
- Không quân Ấn Độ

 Bồ Đào Nha
- Không quân Bồ Đào Nha

 Thổ Nhĩ Kỳ
- Không quân Thổ Nhĩ Kỳ

 Anh Quốc
- Quân đoàn Không quân Lục quân
- Không quân Hoàng gia

 Hoa Kỳ
- Không quân Lục quân Hoa Kỳ

## Tính năng kỹ chiến thuật (AS 51)

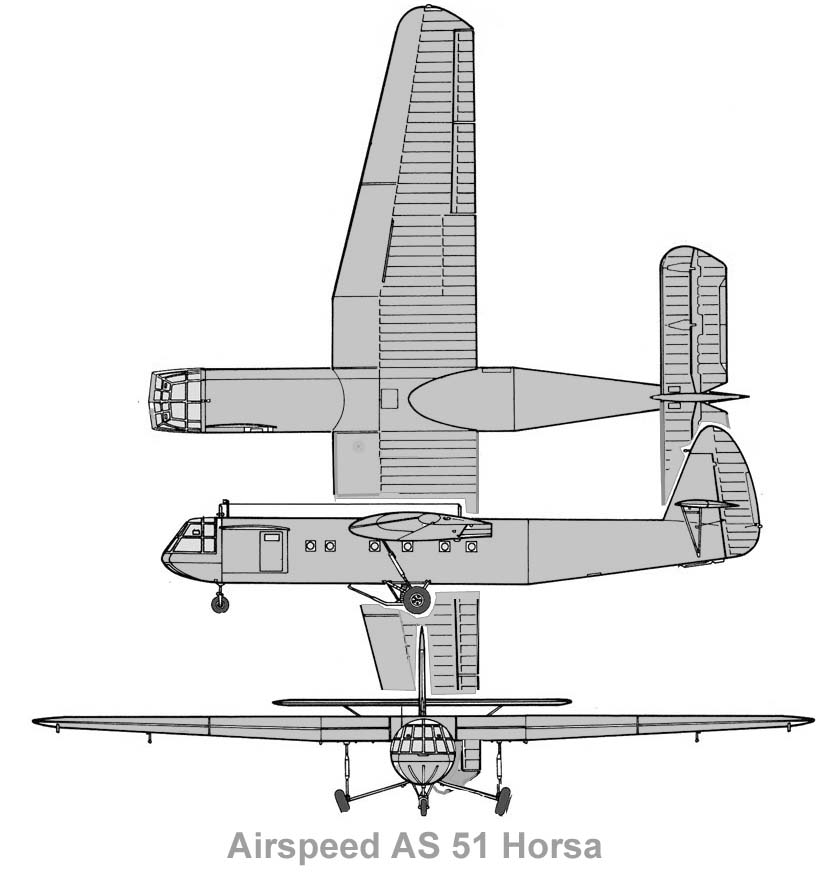
Airspeed AS.51 Horsa

Dữ liệu lấy từ British Warplanes of World War II 
Đặc điểm tổng quát
- Kíp lái: 2
- Sức chứa: 25 lính (20-25 lính là tải trọng "tiêu chuẩn") [2]
- Chiều dài: 67 ft 0 in (20,43 m)
- Sải cánh: 88 ft 0 in (26,83 m)
- Chiều cao: 19 ft 6 in (5,95 m)
- Diện tích cánh: 1.104 ft² (102,6 m²)
- Trọng lượng rỗng: 8.370 lb (3.804 kg)
- Trọng lượng có tải: 15.500 lb (7.045 kg)

 Hiệu suất bay 
- Vận tốc cực đại: 150 mph khi được kéo; 100 mph khi lượn (242 km/h / 160 km/h)
- Tải trên cánh: 14 lb/ft² (68,7 kg/m²)